# Melanoseris penghuana
Melanoseris penghuana, vrsta glavočike jezičnjaće otkrivene 2024. godine u kineskoj provinciji Yunnan.
Melanoseris penghuana primijećena je kako raste na strmim travnatim padinama duž ruba doline Jiulonggou, planine Jiaozi Xueshan, koja se nalazi u sjevernom središnjem Yunnanu, Kina, na nadmorskoj visini od približno 3200 m. Analizom podataka iz dva terenska istraživanja, status očuvanosti ove vrste je klasificiran je kao osjetljiva. Međutim, smješteno unutar nacionalnog prirodnog rezervata Jiaozi Xueshan gdje je ljudsko uznemiravanje minimalno, njegovo je stanište relativno dobro zaštićeno.
Unatoč morfološkim sličnostima s M. likiangensis, M. penghuana pokazuje jasne razlike u teksturi lišća, obliku završnih režnjeva, indumentuma lišća, peteljkama i omotačima, kao i duljini ahenija.